# Eremophila oblonga
Eremophila oblonga är en flenörtsväxtart som beskrevs av Chinnock. Eremophila oblonga ingår i släktet Eremophila och familjen flenörtsväxter. Inga underarter finns listade i Catalogue of Life.